# Gastronomía de Mazandarán
La Gastronomía de Mazandarán es diversa, al igual que el paisaje de la región. La naturaleza en la región de Mazandarán es secciones distintas y variadas con una mezcla de zonas costeras, llanuras, praderas, bosques y selvas tropicales. La cocina Mazandarán de las regiones costeras es muy diferente de las regiones montañosas, ya que las personas asentadas en el Alborz usan usualmente las hierbas indígenas y la gente costera usa los platos de pescado y arroz Caspian (Mazani) con verduras.

## Historia
La provincia de Mazandarán se encuentra al este de la provincia de Gilan en Irán, la costa sur del mar Caspio se conoce a veces como las "provincias caspianas fértiles". En esta región se cultivan frutas cítricas, específicamente naranjas, que influyen en la cocina. Históricamente en Irán, el arroz es un alimento común solo en las provincias de Mazandaran y Gilan, que se prepara en esta región con un estilo de cocina kateh, a diferencia de los típicos polos / chelo que se encuentran en otras partes de Irán. Los cultivos de arroz se cultivan en las regiones inclinadas de la cordillera de Alborz, parte de la cual se encuentra en la provincia de Mazandaran. Los mariscos son un componente fuerte para la cocina costera de Mazandarani y están presentes en muchas comidas.  El caviar persa (ḵāvīar) se incorpora a los platos y a menudo se sirve con platos de huevos (algunos de los cuales son similares a una frittata o tortilla). Entre 1400 y 1870, la provincia de Mazandaran fue el único lugar donde se cultivaba la caña de azúcar, y en ocasiones se comía con pan y arroz.
Algunas hierbas locales y silvestres utilizadas en la cocina de Mazandarán incluyen: zolang, anarijeh, ouji, sersem. Fuera de la provincia de Mazandarán, muchas personas desconocen estas hierbas locales. Algunos piensan que ciertos platos y hierbas locales podrían usarse como remedios para la salud de una enfermedad y, como resultado, varios académicos acuden anualmente a la provincia de Mazandaran para investigar estas hierbas silvestres, indígenas y platos regionales. Las ortigas se encuentran en toda la provincia durante la primavera y se hace una sopa de ortiga Mazandarani, se dice que las ortigas tienen propiedades medicinales como un tónico para la sangre y para mejorar la fiebre del heno.

## Lista de platos seleccionados del norte de Irán
Esta es una lista de los platos regionales del norte de Irán, que se encuentran principalmente en las provincias de Mazandaran, Gilan y Golestan. Debido al paisaje, las estaciones y las plantas nativas, estas regiones tienen platos tradicionales similares pero tienen una historia culinaria distinta de las otras provincias de Irán.
- Aghouze-Messeama
- Sir Anar (Sir-Enar)
- Dewpetti
- Ispina-Saek
- Khali Ash (Keahi-Esh)
- Naz Khatun (Naz-Xatune)
- Ispinej-Mearji
- Keahi-Heali
- Baghala ghatogh (estofado de frijoles): generalmente se fabrica en Irán con un frijol llamado "pacheh baghali" (frijoles Rashti fava), pero fuera de Irán se hace con frijoles lima, frijoles rojos o habas. Este plato se puede encontrar en todas las regiones del norte de Irán, pero asociado con las provincias de Mazandaran y Gilan.
- Kateh (arroz cocido en agua): esto es típico del norte de Irán (provincias de Mazandaran, Gilan y Golestan), este arroz se elabora con más agua, mantequilla y sal, en una técnica de cocción específica.
- Keshmesh polo (arroz con pasas): se encuentra en todo Irán ahora, pero se originó en el norte de Irán.
- Kuku eshpel (un plato de huevo de kuku hecho con huevas de pescado o caviar).
- Sirabij (hojas de ajo picadas y revuelto de huevos) encontrado en las provincias de Mazandaran y Gilan.

### Postres y dulces
- Aghouzenoon
- Peshtizik
- Pisgendela
- Nesseri
- Kunak
- Tunsernun
- Red sugar (Serkh seker)

## Las bebidas
Los vinos tradicionales Mazanderani y Gilani se han hecho históricamente a partir de uvas locales silvestres. [17] La gente de Mazanderani suele tomar una bebida tradicional de vino después del trabajo forzado, especialmente durante el verano y el mes de Merdal del Calendario Tabariano, que se conoce como Narenj Vehar. Es una bebida fría que se cree que repone las reservas de energía de los bebedores.